# بلال بن أبي الدرداء
أبو محمد بلال بن أبي الدرداء الأنصاري الدمشقي تابعي وأحد رواة الحديث النبوي وقاضي. أبوه هو الصحابي أبو الدرداء الأنصاري.

## سيرته
روى الحديث النبوي عن: أبيه، وأمه أم محمد بنت أبي حدرد، وامرأة أبيه أم الدرداء الصغرى.
روى عنه: إبراهيم بن أبي عبلة، وحبيب بن عبيد الرحبي، وحريز بن عثمان، وحميد بن مسلم، وخالد بن محمد الثقفي، وصالح بن صبيح المري، وعلي بن زيد بن جدعان، وقائد أبو الورقاء الكوفي، ويعلى بن النعمان الكوفي، وأبو بكر بن عبد الله بن أبي مريم الغساني وغيرهم.
ذكره خليفة في الطبقة الأولى من أهل الشامات، وقال دحيم:« كان قاضيا على دمشق في ولاية يزيد وبعده حتى عزله عبد الملك». قال أبو زرعة: «في الطبقة التي تلي الصحابة بلال بن أبي الدرداء». قال أبو مسهر: «هو أسن من أم الدرداء». ذُكر في كتاب الأدب للبخاري، وروى له أبو داود حديثًا واحدًا وهو حديث «حبك للشيء يعمى ويصم». ذكره ابن حبان في الثقات ووثقه أحمد بن صالح. وذكره أبو الحسن بن سميع في الطبقة الثانية.
- قال عبد الرحمن يعني ابن إبراهيم: «كان قاضيا على دمشق في زمن يزيد، وبعده حتى عزله عبد الملك، وولى أبا إدريس».
- قال أبو زرعة: «حدثني عبد الرحمن بن إبراهيم أن أبا مسهر حدثهم، عن سعيد بن عبد العزيز، أن أبا الدرداء ولي القضاء، ثم فضالة بن عبيد، ثم النعمان بن بشير، ثم بلال بن أبي الدرداء، فلما استخلف عبد الملك عزل بلالا، وولى أبا إدريس الخولاني».
- قال أبو زرعة: «حدثني عبد الرحمن بن إبراهيم، عن الوليد بن مسلم، عن خالد بن يزيد بن صبيح، عن جده إنه رأى بلال بن أبي الدرداء على قضاء دمشق، أتي بشاهد زور فضربه».
- وقال محمد بن الفيض: «عن دحيم، عن الوليد بن مسلم، حدثني خالد بن يزيد، عن أبيه قال: رأيت بلال بن أبي الدرداء على القضاء في زمان عبد الملك، فرأيته لا يضرب شاهد الزور بالسوط، ولكن يقفه بين عمد الدرج، ويقول: هذا شاهد زور، فاعرفوه».[2]

## وفاته
قال أبو سليمان بن زبر مات سنة 92 هـ، وقال القاسم بن سلام وأبو حسان الزيادي وأبو حاتم بن حبان مات سنة 93 هـ.